# Papa Giovanni XXI
(Dante Alighieri, Paradiso XII, vv. 134-135)
Giovanni XXI, nato Pedro Julião o  Pedro Julião Rebolo detto Petrus Iuliani o Pietro di Giuliano o Pietro Ispano o Pedro Hispano o Petrus Hispanus (Lisbona, 1210 circa – Viterbo, 20 maggio 1277), è stato il 187º papa della Chiesa cattolica dal 1276 alla morte. È stato l'unico pontefice portoghese della storia.

## Biografia

### Formazione e attività accademica
Pietro Ispano nacque quasi certamente a Lisbona in un anno imprecisato tra il 1205 ed il 1220; fu forse figlio del noto medico Julião Paes Rebolo, morto nel 1215 e seppellito nella cattedrale vecchia di Coimbra, cancelliere maggiore di Alfonso I del Portogallo, Sancho I del Portogallo e Alfonso II del Portogallo, che difese gli interessi dell'allora giovane nazione davanti al potere della chiesa e organizzò la cancelleria reale e la struttura amministrativa, e di sua moglie Mor Mendes e fratello più giovine di Gil Julianes Rebolo, noto come Mestre Gil, canonico tesoriere della cattedrale di Coimbra, cardinale sotto il nome di Egídio Júlio, il primo cardinale portoghese, anche se recentemente gli storici portoghesi più accreditati fanno notare come le notizie più attendibili sulla sua vita siano posteriori al 1250.
Studiò teologia probabilmente all'Università di Parigi, dove si applicò anche in dialettica e logica. Approfondì la fisica e la metafisica di Aristotele. Studiò quindi medicina a Montpellier, o forse a Salerno. È probabile che, tra il 1235 ed il 1245, abbia insegnato logica in Spagna e quindi in Francia (forse a Tolosa).
Dal 1245 al 1250 un Pietro Ispano risulta essere stato presente a Siena, come medico e docente di medicina, presso lo Studium universitario cittadino, dove, con grande probabilità, avrebbe anche scritto molte opere importanti, tanto da essere definito dai suoi contemporanei «magnus sophista, loycus et disputator atque theologus», soprattutto per il suo compendio di logica formale Summulae Logicales. In esso Pietro codificò la pratica didattica dei “versi mnemotecnici”: brevi frasi artefatte contenenti lettere-chiave che, estratte, riconducevano a un intero ragionamento. Così A indica la proposizione affermativa universale, E l'universale negativa, I la particolare affermativa, O la particolare negativa. Mediante tali vocali sono coniate parole come Barbara, Celarent, Darii, Ferio, etc, le quali descrivono i modi validi delle quattro figure sillogistiche. La Summulae Logicales fu il manuale di riferimento sulla logica aristotelica in uso nelle università europee per più di 300 anni. L'opera si componeva di sette parti. Nelle prime sei erano esposti i principi fondamentali della logica aristotelica così come l'aveva raccolta Boezio; la settima, De proprietatibus terminorum, trattava del contributo che la nova logica medioevale aveva apportato a quella classica. 
Di Pietro Ispano sono noti anche i commentari al De Anima e al De partibus animalium sempre di Aristotele.

Pietro merita di essere ricordato anche come medico. I suoi studi furono rivolti soprattutto alla definizione di una professione che fosse basata, oltre che sulla physica nella sua definizione aristotelica (cioè lo studio filosofico della natura umana), anche sulla pratica. Tra gli scritti di medicina si ricordano i Problemata, la Summa medicinae, il Liber de conservanda sanitate, il trattato di oftalmologia De oculo ed il celebre Thesaurus pauperum (Il tesoro dei poveri), famosissimo manualetto di cure mediche ad uso dei meno abbienti. 

Thesaurus pauperum

Raggiunse intorno al 1250 il culmine della sua attività accademica, quando gli fu conferito il titolo di magister presso la prestigiosa Sorbona di Parigi, come riconoscono concordemente gli storici, anche se non è ben chiaro quale disciplina abbia insegnato nell'ateneo parigino.

### Carriera ecclesiastica
A partire dal 1250 il nome di Pietro di Giuliano si trova frequentemente in documenti relativi alla Chiesa per incarichi di varia natura: nel primo di questi documenti, datato 11 giugno 1250, il re Alfonso III del Portogallo lo designa come suo portavoce in una disputa con il clero portoghese; all'epoca Pietro era già arcidiacono di Braga. Da quell'anno si susseguirono gli impegni che lo portarono nelle principali città portoghesi e nei più importanti centri della Chiesa romana, da Roma ad Orvieto, da Anagni a Viterbo; dal 1262 fu molto vicino al cardinale Ottobono Fieschi, il futuro Adriano V, in alcune missioni diplomatiche. Grazie al cardinale Fieschi, incontrò Papa Gregorio X, che nel 1272 lo avrebbe nominato suo archiatra, cioè medico personale. Nel maggio 1272 fu eletto arcivescovo di Braga con voto unanime del capitolo della cattedrale; nello stesso periodo fu consacrato sacerdote. Pietro Ispano fu sempre sostenuto nei suoi studi e nei suoi numerosi viaggi dalla famiglia del re del Portogallo, Alfonso III.
Nel concistoro del 3 giugno 1273 Gregorio X lo creò cardinale vescovo di Frascati. Con questo titolo Pietro partecipò ai lavori del secondo Concilio di Lione: le indicazioni conciliari sulla riunificazione della Chiesa cattolica con la Chiesa ortodossa saranno presenti in maniera significativa nel suo pontificato. Morto Gregorio X nel gennaio 1276, partecipò al breve conclave aretino che elesse Innocenzo V e quindi, morto anche quest'ultimo dopo soli cinque mesi, prese parte al conclave lateranense che elesse Adriano V, conclave che vide i cardinali sottoposti a pesanti vessazioni e restrizioni ad opera di re Carlo d'Angiò, che voleva influenzare i porporati per far loro scegliere un papa a lui gradito. Dopo un brevissimo pontificato di 39 giorni anche Adriano V morì (Viterbo, 18 agosto 1276), e i membri del Sacro Collegio si ritrovarono in quella città per procedere alla terza elezione papale in meno di nove mesi.

### L'elezione al Soglio

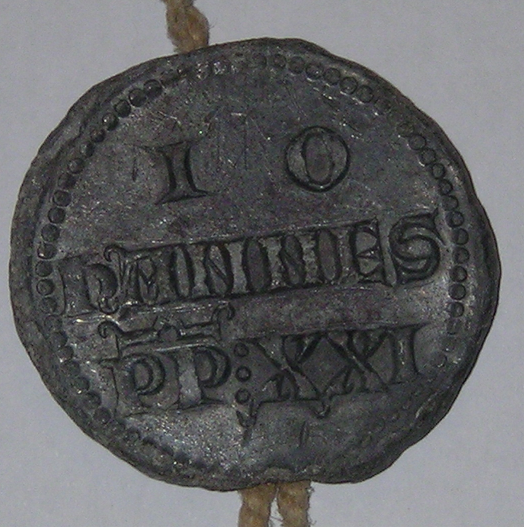
Sigillo pontificio da una bolla di Giovanni XXI

Il conclave iniziò il 3 settembre 1276. Secondo diversi storici, nel pomeriggio del 5 settembre sarebbe stato eletto il cardinale piacentino Vicedomino Vicedomini, un umile e modesto francescano, nipote di Gregorio X, che però, ritenendosi indegno della nomina, avrebbe chiesto una pausa di riflessione preannunciando che, in caso di accettazione, si sarebbe chiamato Gregorio XI, ma sarebbe poi morto nella notte tra il 5 e il 6 settembre, prima ancora di accettare, senza che l'elezione potesse essere proclamata, tanto che non vi è alcuna notizia ufficiale di questo papa effimero, e i porporati avrebbero ripreso il conclave senza indugio, arrivando ben presto (sembra con l'intervento dell'influente cardinale Giangaetano Orsini) a eleggere Pietro di Giuliano, che scelse di chiamarsi Giovanni XXI. L'elezione sarebbe avvenuta (gli storici non sono concordi su questa data) tra l'8 ed il 15 settembre 1276, mentre è certa la data dell'incoronazione, che avvenne nella Cattedrale di Viterbo il 20 settembre 1276, proprio ad opera del cardinale protodiacono Giangaetano Orsini.

### Il pontificato

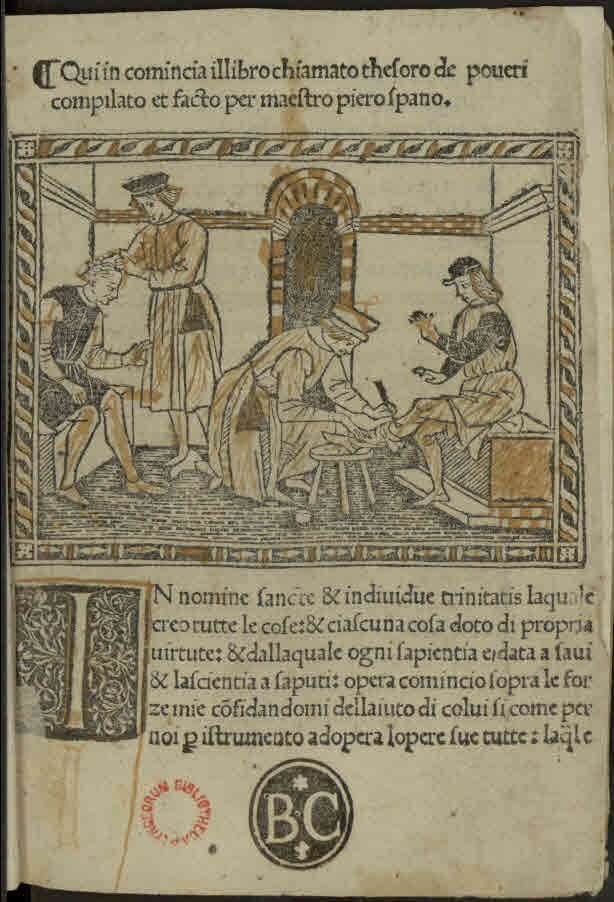
Thesaurus pauperum, illustrazione

Il nuovo papa non aveva certo grande esperienza della vita curiale ma, ricordando bene anch'egli le vessazioni subite ad opera dell'Angiò nel conclave lateranense, abrogò pubblicamente la costituzione Ubi Periculum in occasione del suo primo discorso durante la cerimonia d'incoronazione. Sin dai primi giorni del suo pontificato Giovanni XXI ebbe non pochi problemi nei rapporti con la maggior parte degli ecclesiastici della curia, che non erano certo abituati a trattare con un medico, filosofo e scienziato, e lo guardavano con preoccupata perplessità, se non addirittura con malcelato sospetto, considerandolo un mago, un sapientone, un mezzo eretico. Giovanni da parte sua non fece nulla per far tacere le malelingue, comportandosi sempre con disinvolta spontaneità, aprendo ai derelitti il suo palazzo, finendo insomma per essere un papa onesto, religioso, serio ed energico. Di fronte ad alcuni gravi problemi insorti nell'Università di Parigi sostenne apertamente l'iniziativa dell'arcivescovo di quell'arcidiocesi, Etienne Templier, per il controllo dell'ortodossia teologica dei maestri parigini, che culminò il 7 marzo 1277 con la pubblicazione di un decreto mirante a frenare le tendenze innovative in materia di antropologia teologica e nei rapporti tra cosmologia e teologia.
Probabilmente seguendo i consigli di Giangaetano Orsini, Giovanni XXI mantenne un atteggiamento discretamente favorevole a Carlo d'Angiò, senza peraltro sbilanciarsi troppo; mandò inoltre legazioni presso i regni di Francia e di Castiglia per evitare - purtroppo inutilmente - che scoppiasse tra quei due regni una guerra per motivi di successione. Innamoratosi poi della città di Viterbo, decise di stabilirvisi, anche per evitare i contrasti degli ambienti romani; si fece così costruire nel Palazzo papale di quella città una grande stanza con splendida vista, da utilizzare come camera da letto e studio. Il soffitto di quella stanza crollò improvvisamente nella notte tra il 10 e l'11 maggio 1277, seppellendo il papa tra le rovine; estratto dalle macerie ancora in vita ma in gravissime condizioni, Giovanni XXI morì a Viterbo il 16 maggio 1277. Per ironia della sorte va detto che il pontefice, sentendosi di tempra robusta, era abituato a dire a tutti, nella sua genuina e un po' spavalda sincerità, che era sicuro di vivere a lungo.
La sua tomba si trova tuttora nella Cattedrale di Viterbo. Nel maggio 2000 una speciale tomba onorifica venne collocata nello stesso tempio per volere di Giovanni Paolo II. Fra i pochissimi pontefici (unico fra gli spiriti sapienti) presenti e citati da Dante nel Paradiso, è inoltre, a oggi, l'unico portoghese salito sul Trono di Pietro, visto anche che San Damaso, papa nel IV secolo, secondo le più recenti ricerche storiche sembra essere nato a Roma e non in Portogallo.

#### Concistori per la creazione di nuovi cardinali
Non risulta che Papa Giovanni XXI durante il suo pontificato abbia creato dei cardinali.

## La successione del nome pontificale

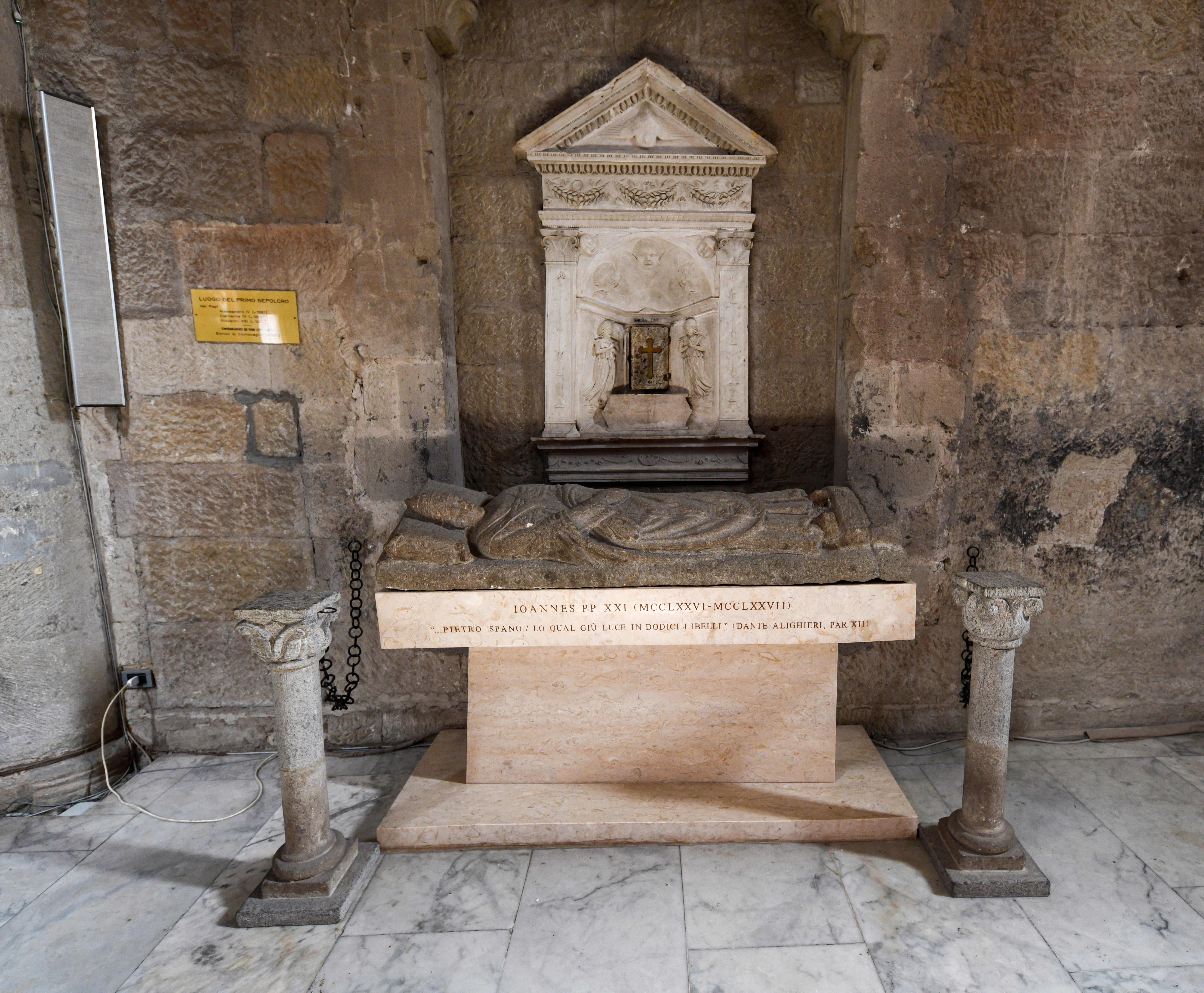
Tomba di papa Giovanni XXI conservata nella cattedrale di Viterbo

Prima di lui il nome di Giovanni era stato scelto nel 1024 da papa Giovanni XIX (che in realtà in vita si chiamò "XVIII" e non "XIX") mentre non è mai esistito un papa Giovanni XX perché Pietro Ispano, come gran parte degli storici della Chiesa del suo tempo, era convinto che, dopo Giovanni XIV (983-984), tra Bonifacio VII (984-985) e Giovanni XV (985-996), fosse esistito un Papa Giovanni in più, Ioannes XIV Bis (985), e che l'Antipapa Giovanni XVI (997-998) fosse stato vero pontefice, tra Gregorio V e Silvestro II.
Gli storici corressero successivamente i nomi dei papi Giovanni XVI, XVII e XVIII in XVII, XVIII e XIX, così come li conosciamo oggi; Ispano poi corresse i nomi di Giovanni XV, XVII, XVIII e XIX in "XVI", "XVIII", "XIX" e "XX" per inserirvi Ioannes XIV Bis come "Papa Giovanni XV", e contò l'Antipapa Giovanni XVI come "Papa Giovanni XVII", per rimediare a quello che considerava un errore: l'esclusione dalle liste di Ioannes XIV Bis era dovuta al fatto che sarebbe morto dopo soli quattro mesi di papato, prima di essere consacrato; perciò Giovanni XV, consapevolmente e legittimamente, ne avrebbe ripreso il numerale (come accadde al prete Stefano e a Papa Stefano II nel 752). Così Pedro Ispano scelse di chiamarsi "Giovanni XXI" anziché, come sarebbe stato giusto, "Giovanni XIX". Comunque sia il nome pontificale di Giovanni rimane quello maggiormente scelto dai papi della Chiesa cattolica.

## Opere mediche
- Tractatus duodecim Petri Hispani, Deventer 1528 (online sul sito della Universitäts- und Landesbibliothek Düsseldorf).
- Maria Helena da Rocha Pereira (ed.): Obras médicas de Pedro Hispano. Coimbra 1973.
- Luís de Pina, Maria Helena da Rocha Pereira (ed.): Thesaurus pauperum atribudo a Pedro Hispano: Texto latino com traducao et notas. Porto 1954–1958 (= Studium Generale. Boletim do Centro de Estudos Humanisticos, anexo a universidade do Porto, Vol. I, pp. III–XXIX e 161–299; Vol. II, pp. 182–247; Vol. III, pp. 68–173 e 310–349; Vol. IV, pp. 54–119 e 120–139; Vol. V, pp. 255–283).
- Thesaurus Pauperum di messer Pietro Hispano. Venezia, 1533.
- Liber de oculo.[18]